# Annona dolichophylla
Annona dolichophylla är en kirimojaväxtart som beskrevs av Robert Elias Fries. Annona dolichophylla ingår i släktet annonor, och familjen kirimojaväxter. Inga underarter finns listade i Catalogue of Life.